# Береська сільська рада
| Береська сільська рада — колишня адміністративно-територіальна одиниця та орган місцевого самоврядування у Рожищенському районі Волинської області з адміністративним центром у с. Береськ. Припинила існування через об'єднання до складу Доросинівської сільської громади Рожищенського району Волинської області.Натомість утворено Береський старостинський округ при Доросинівській сільській громаді. Сільській раді підпорядковувались населені пункти: - с. Береськ |

## Склад ради
Рада складалась з 12 депутатів та голови.

### Керівний склад ради
| ПІБ                              | Основні відомості                                                                                  | Дата обрання | Дата звільнення |
| -------------------------------- | -------------------------------------------------------------------------------------------------- | ------------ | --------------- |
| Дацюк Віктор Ананійович          | Сільський голова, 1969 року народження, освіта, член Української Народної Партії                   | 26.03.2006   | 31.10.2010      |
| Мельничук Олександр Анатолійович | Сільський голова, 1962 року народження, освіта вища, член Всеукраїнського об'єднання «Батьківщина» | 31.10.2010   | 28.10.2015      |
| Мельничук Олександр Анатолійович | Сільський голова, 1962 року народження, освіта вища, член Всеукраїнського об'єднання «Батьківщина» | 28.10.2015   |                 |

Примітка: таблиця складена за даними джерела

## Населення
Згідно з переписом УРСР 1989 року чисельність наявного населення сільської ради становила 673 особи, з яких 314 чоловіків та 359 жінок.
За переписом населення України 2001 року в сільській раді мешкали 703 особи.

### Мова
Розподіл населення за рідною мовою за даними перепису 2001 року:
| Мова       | Відсоток |
| ---------- | -------- |
| українська | 99,43 %  |
| російська  | 0,57 %   |